# 6599 Tsuko
6599 Tsuko è un asteroide della fascia principale. Scoperto nel 1988, presenta un'orbita caratterizzata da un semiasse maggiore pari a 2,2666970 UA e da un'eccentricità di 0,2126592, inclinata di 5,18445° rispetto all'eclittica.
L'asteroide è dedicato all'astronomo giapponese Tsuko Nakamura .